# Franz Xaver Seppelt

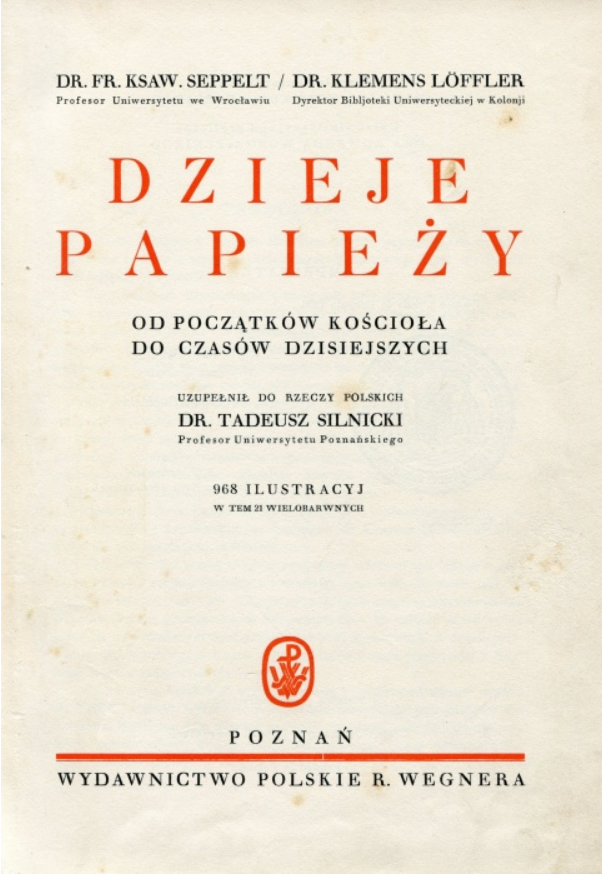
Strona tytułowa polskiego wydania „Dziejów papieży” (Wydawnictwo Polskie R. Wegnera, Poznań 1936)

Franz Xaver Seppelt (ur. 13 stycznia 1883 we Wrocławiu (wówczas Breslau), zm. 25 lipca 1956 w Monachium) – niemiecki ksiądz katolicki i profesor historii Kościoła katolickiego. Święcenia kapłańskie otrzymał w 1903 roku, a w roku 1925 został kanonikiem we Wrocławiu. Stopień doktora uzyskał w roku 1905 za pracę pt. Der Kampf der Bettelorden an der Universität Paris in der Mitte des 13. Jahrhunderts, w roku 1915 został profesorem nadzwyczajnym, a w roku 1920 profesorem zwyczajnym. Wykładał na Uniwersytecie Wrocławskim. 
W latach 1929–1933 był członkiem Preußischen Staatsrat (Pruskiej Rady Państwa). W roku 1946 został wysiedlony z Polski i przeniósł się do Monachium, gdzie został profesorem na Wydziale Teologicznym Uniwersytetu Ludwika i Maksymiliana w Monachium. W roku 1952 przeszedł na emeryturę.
Był autorem i współautorem opracowań historycznych dotyczących historii Kościoła na Śląsku oraz historii papiestwa, w tym wspólnej z Klemensem Löfflerem „Papstgeschichte von den Anfängen bis zur Gegenwart” (1933), wydanej po raz pierwszy w języku polskim w ekskluzywnej edycji Wydawnictwa Polskiego R. Wegnera pt. „Dzieje papieży od początków Kościoła do czasów dzisiejszych” (Poznań 1936).